# 張論
張論（1571年—1634年），字建白，號葆一，河南河南府永寧縣人，明朝政治人物。

## 生平
庚子河南鄉試三十二名舉人，萬曆三十八年（1610年）庚戌科會試九十五名，第三甲第一百五十九名進士。兵部觀政，四十一年授行人司行人，四十六年考選陝西道御史。泰昌元年，巡视西城。天启元年七月巡按四川，进飞石、架木二法以备城守。以平奢安之乱功，候升京堂。天启四年升大理寺左寺丞，六年閏六月，升右通政。寻以朱太淑人艰归。崇禎二年四月，起為都察院右副都御史、巡撫四川。崇祯七年卒，享年六十四。

## 家族
曾祖張朴；祖張稔；父張士益；母朱氏。妻段氏。弟張講（庠生）；張讚（己酉舉人）；張誥（生員）；張詔（生員）。子鼎延（乙卯舉人）；曆延（增生）；世延。
子张鼎延，天启二年进士，官兵科给事中。孫張璿，顺治六年进士。